# Come intendo io
Come intendo io, pubblicato nel 2002, è il 27º disco inciso da Gigi Finizio.

## Tracce
1. Come intendo io – 4:47 (G.Finizio, M.Petrosillo)
2. Senza noi – 4:21 (B.Lanza, G.Finizio)
3. Maledetta voglia di te – 3:54 (G.Finizio, B.Lanza, G.Finizio)
4. È solo un brivido – 3:40 (D.De Marino, L.Augiero)
5. Buonanotte Carmè – 3:47 (G.Finizio)
6. Amore amaro – 3:47 (B.Lanza, G.Finizio)
7. E c'è una cosa che non sai – 3:16 (B.Lanza, G.Finizio)
8. Mi hai spezzato il cuore (Corazon partio) (B.Lanza, E.Aivagli, A.Paxao)
9. La mia follia – 4:01 (G.Finizio, M.Petrosillo)
10. Chello che nun se fà – 3:45 (P.Seno, B.Lanza)

Durata totale: 35:18